# MUSIC FAIR
《SHIONOGI MUSIC FAIR》是日本富士電視台於1964年8月31日開始播出的音樂節目。此節目是日本商業電視播出時間最長的音樂節目，自開播以來就由鹽野義製藥（SHIONOGI & CO., Ltd.）獨家贊助播出。從1967年5月1日開始，節目畫面由黑白轉為彩色輸出。

## 播出時間
| 放送日期                       | 放送時間（UTC+9）                    |
| ------------------------------ | ------------------------------------ |
| 1964年08月31日－1969年03月31日 | 每週星期一 21:00 - 21:30（約30分鐘） |
| 1969年04月01日－1981年09月29日 | 每週星期二 21:30 - 22:00（約30分鐘） |
| 1981年10月01日－1983年09月29日 | 每週星期四 22:30 - 23:00（約30分鐘） |
| 1983年10月02日－2001年03月25日 | 每週星期日 23:00 - 23:30（約30分鐘） |
| 2001年04月07日－迄今           | 每週星期六 18:00 - 18:30（約30分鐘） |

## 出演人員

### 主持人
| 時間                           | 主持人     | 主持人   |
| ------------------------------ | ---------- | -------- |
| 1964年08月31日－1964年12月28日 | 越路吹雪   |          |
| 1965年01月04日－1965年05月31日 | 左幸子     |          |
| 1965年06月07日－1981年12月24日 | 南田洋子   | 長門裕之 |
| 1982年01月07日－1988年03月27日 | 星野智子   |          |
| 1988年04月03日－1995年10月01日 | 古手川祐子 |          |
| 1995年10月08日－2001年03月25日 | 鈴木杏樹   |          |
| 2001年04月07日－2016年03月26日 | 鈴木杏樹   | 恵俊彰   |
| 2016年04月02日－迄今           | 仲間由紀恵 | 輕部真一 |

## 外部連結
- MUSIC FAIR （页面存档备份，存于）－富士電視台官方網站
- MUSIC FAIR （页面存档备份，存于）－塩野義製藥
- MUSIC FAIR的X（前Twitter）